# Була, Аллен
Аллен Була (англ. Allen Bula; 4 января 1965, Гибралтар) — гибралтарский футбольный тренер. Возглавлял сборную Гибралтара.

## Карьера игрока
В качестве футболиста играл в гибралтарских клубах «Гибралтар Юнайтед», «Сент-Джозефс» и «Глэсис Юнайтед».

## Карьера тренера
С 2006 по 2010 год руководил футбольной академией словацкого клуба «Кошице».
В ноябре 2010 года был назначен главным тренером сборной Гибралтара.
2 марта 2015 года уволен с должности главного тренера сборной Гибралтара решением Федерации.
2 июня 2017 года сменил Альберта Пароди на должности главного тренера футбольного клуба «Линкс», где до этого в течение двух лет был спортивным директором.

## Личная жизнь
Его племянник Дэнни Хиггинботам — футболист, выступавший за сборную Гибралтара.